# Cojasca
Cojasca là một xã thuộc hạt Dâmbovița, România. Dân số thời điểm năm 2002 là 7292 người.